# ヒリュウ
ヒリュウ（飛龍、飛竜）はミカン科カラタチ属の落葉低木であるカラタチの栽培品種。英名はFlying dragon。カラタチよりも樹勢が弱く、枝やトゲが湾曲している。柑橘類の台木として使用した場合、木がコンパクトになり、さらに糖度も向上することから矮性台木として日本のみならずアメリカなどで期待されている。

## 特徴
樹高は2 - 4 m程。枝やトゲが湾曲し、長球型の樹形となる。
葉は互生で、3小葉の複葉。小葉は4 - 6 cm程の楕円形または倒卵形で周囲に細かい鋸状歯があり、葉柄には翼がある。春に葉が出る前に3 - 4 cm程の5弁の白い花を咲かせる。花のあとには3 - 4 cmの球形で緑色の実をつける。秋には熟して黄色くなる。果実には種が極めて多く、また酸味と苦味が強いため食用にならない。花と果実には芳香がある。葉はアゲハチョウの幼虫が好んで食べる。

## 利用
古くは観賞用として利用されていた。
果実はカラタチと同じく果実酒の材料として使うことが可能である。未成熟の果実を乾燥させたものは枳実（きじつ）と呼ばれる生薬である。健胃作用、利尿作用、去痰作用があるとされる（ただし、枳実をカラタチとしない説もある）。
近年の研究により、カンキツトリステザウイルス(CTV)に対する免疫性を有する機能性成分の一つである、オーラプテンを高濃度に含有することが明らかになっている。オーラプテンはその他にも発ガン抑制作用や抗炎症作用、脂質代謝改善効果やメタボリックシンドロームに伴う炎症反応の緩和効果等を持つ。

### 台木としての利用
最近では、日本やアメリカにおいてウンシュウミカンなどの柑橘類を栽培するときに台木として使われている。カラタチと同じく病気に強い上、カラタチよりも早く結実期に達し、さらに木がコンパクトになる矮化効果が強く、隔年結果が軽減され、糖度も向上することが多い。また、多くの品種において樹間容積あたり収量が増加する。
日本では、青島温州や今村温州などのように特に隔年結果性が酷く、さらに樹勢が強く通常のカラタチ台では木が大きくなりすぎる品種において利用が増えている。また他の品種でも、農業従事者の高齢化に伴い、木が大きくなりすぎず管理が容易なヒリュウ台苗の普及が期待されている。
一方で、結実性が良好なため摘果不足だと小玉果が増え、樹勢が低下する。また、カラタチよりもさらに浅根性のため強風などで倒伏しやすい。結実期に入るとほとんど樹冠が拡大しなくなり、従来のカラタチ台と同じ栽植距離では収量が上がらないため植え付け本数を増やす必要があり、苗木代がかかる。種子に雑種胚が多いため苗木がカラタチよりも作りにくくヒリュウ台苗の取扱い業者が少ない。カラタチ台よりも利用事例が少なく各品種との相性やヒリュウ台での栽培法が未確立、などといった欠点があるため、現在ではカラタチ台ほどの普及はしていない。
アメリカでは、日本より導入されたヒリュウがFlying dragonという名前で流通しており、柑橘類の矮性台木として利用されている。また育種母本としても用いられていて、アメリカ合衆国農務省（USDA）から発表された「US-942」台木はヒリュウとスンキの交配によって作出された。